# Philip Rugut
Philip Rugut (* 18. Mai 1977) ist ein kenianischer Langstreckenläufer, der sich auf den Halbmarathon spezialisiert hat.
2002 lief er in Udine hinter Patrick Mutuku Ivuti mit 59:53 min die zweitschnellste Zeit des Jahres. 2005 gewann er die Premiere des Delhi-Halbmarathons.
2007 wurde er Zweiter beim Südtiroler Frühlings-Halbmarathon und 2009 Dritter beim Paderborner Osterlauf.